# Ангальт-Цербст
Ангальт-Цербст або Ангальт-Цербстське князівство (нім. Fürstentum Anhalt-Zerbst) — князівство Священної Римської імперії, яким керував рід Асканіїв, з резиденцією у місті Цербст в сучасній землі Саксонія-Ангальт. Воно виникло після розділу Ангальтського князівства в 1252 році та існувало до 1396 року, коли було розділене на Ангальт-Дессауське та Ангальт-Кетенське князівства. Ще раз відновлене у 1544 році і існувало до 1796 року, коли після припинення династичної лінії було остаточно розділене між Ангальт-Дессау, Ангальт-Кетеном і Ангальт-Бернбургом.

## Історія
Ангальт-Цербстське князівство було створене, коли територія Ангальтського князівства була розділена між синами князя Генріха I на Ангальт-Ашерслебенське, Ангальт-Бернбурзьке і Ангальт-Цербстське князівства у 1252 році. Під час поділу князь Зігфрід I, молодший син Генріха I, отримав землі навколо Кетена, Дессау і Цербста. Його син і наступник князь Альберт I зайняв свою резиденцію в замку Кетен у 1295 році. У 1396 році вцілілі сини князя Яна II Ангальт-Цербстського знову поділили свою спадщину: Сигізмунд I став князем Ангальт-Дессау, а його молодший брат Альберт IV продовжив правити як князь Ангальт-Кетена.

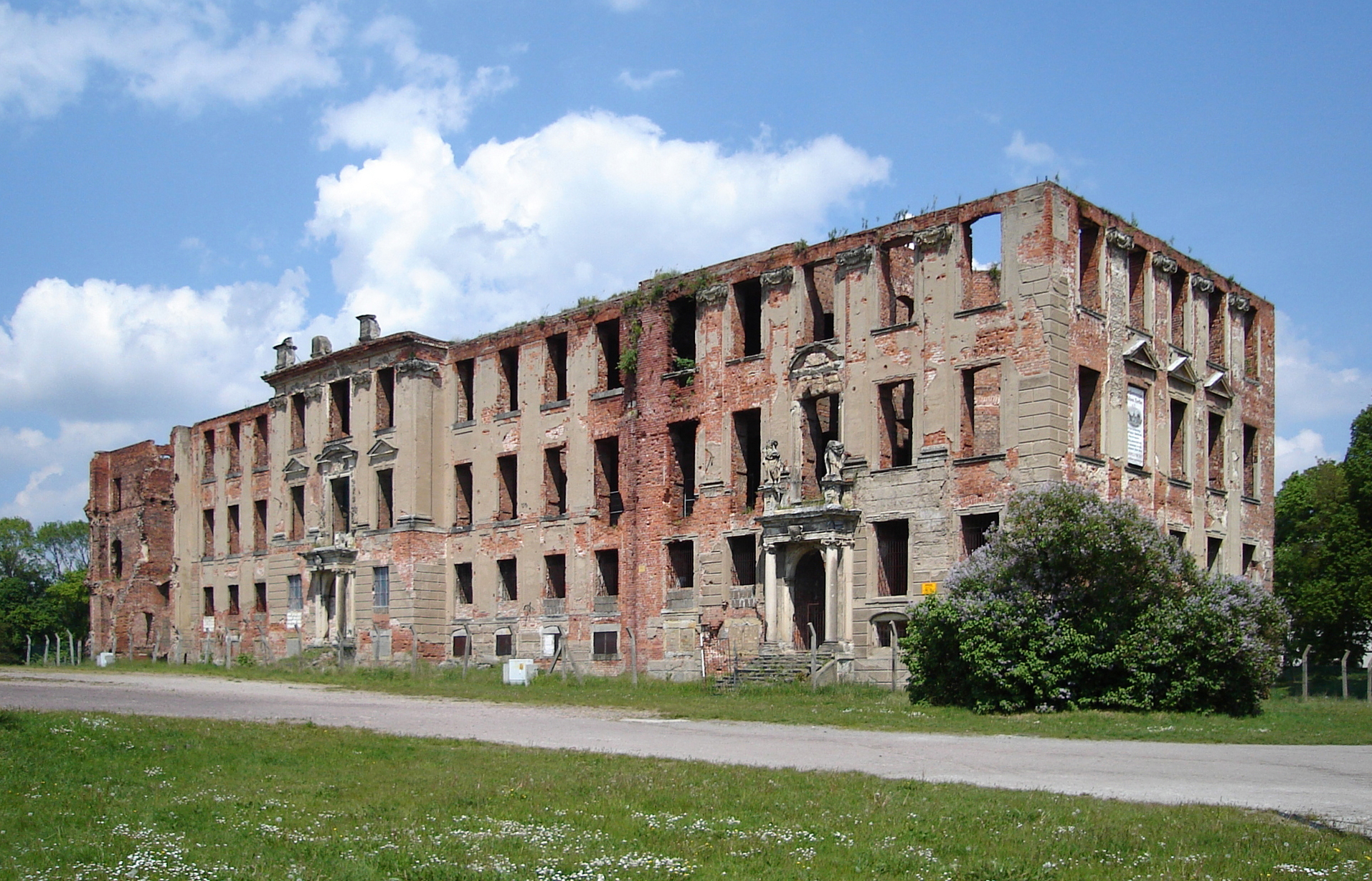
Руїни замку Цербст

Князівство було відтворене, коли у 1544 році спадкоємці князя Ернеста I Ангальт-Дессауського розділили свою територію, а старший син, що залишився в живих, князь Йоган V, оселився в замку Цербст. Друге втілення, однак, втратило багато території у 1603 році, коли було поділене вдруге, а частина території була передана Ангальт-Дессау, Ангальт-Бернбургу, Ангальт-Плецкау та Ангальт-Кетену.
До 1606 року всі Ангальтські князівства прийняли реформатську віру, однак у 1644 році Ангальт-Цербст повернувся до лютеранства. У 1667 році князь Іоанн VI успадкував віддалене володіння Єфер у Східній Фризії. Однак після його смерті в тому ж році Ангальт-Цербст втратив більшу частину своєї території, утворивши Ангальт-Мюлінген і Ангальт-Дорнбург. Єфер, як керували асканійські родичі, сильно постраждало від Різдвяної повені 1717 року.

У 1742 році князі Іоанн Людовік II і Крістіан Август Ангальт-Цербст-Дорнбурзький успадкували Ангальт-Цербст. Після смерті Крістіана Августа в 1747 році його вдова Йоганна Єлізабет Гольштейн-Готторпська правила країною за свого сина Фрідріха Августа до 1752 року. З 1750 року вона побудувала новий замок у Дорнбурзі як свою третю частину, розкішний палац у стилі бароко, який готувався прийняти її брата Адольфа Фредеріка, короля Швеції, або її дочку Софі Августу Фредеріку, яка в 1745 р. вийшла заміж за російського спадкоємця трону Петра III, стала імператрицею у 1762 році під іменем Катерина ІІ. Однак жоден із них ніколи не відвідував. Вдовуюча княгиня та її син були змушені виїхати, коли прусські війська увійшли в Ангальт-Цербст під час Семирічної війни в 1758 році. Фрідріх Великий, який фактично запропонував одруження з російським принцем, звинуватив княгиню та її сина в підтримці Росії, яка тоді була його військовим супротивником. Йоганна Елізабет померла в Парижі у 1760 році, а її син, Фредерік Август, ніколи не повернувся до Цербста і продовжував жити в Базелі та Люксембурзі. Після його смерті в 1793 році князівство Ангальт-Цербст припинило своє існування, його територія була розділена між асканійськими князями Ангальт-Дессау, Ангальт-Кетена та Ангальт-Бернбурга, а Єфер, який успадкувала його сестра, Катерина ІІ, залишався під владою Росії до 1818 року.

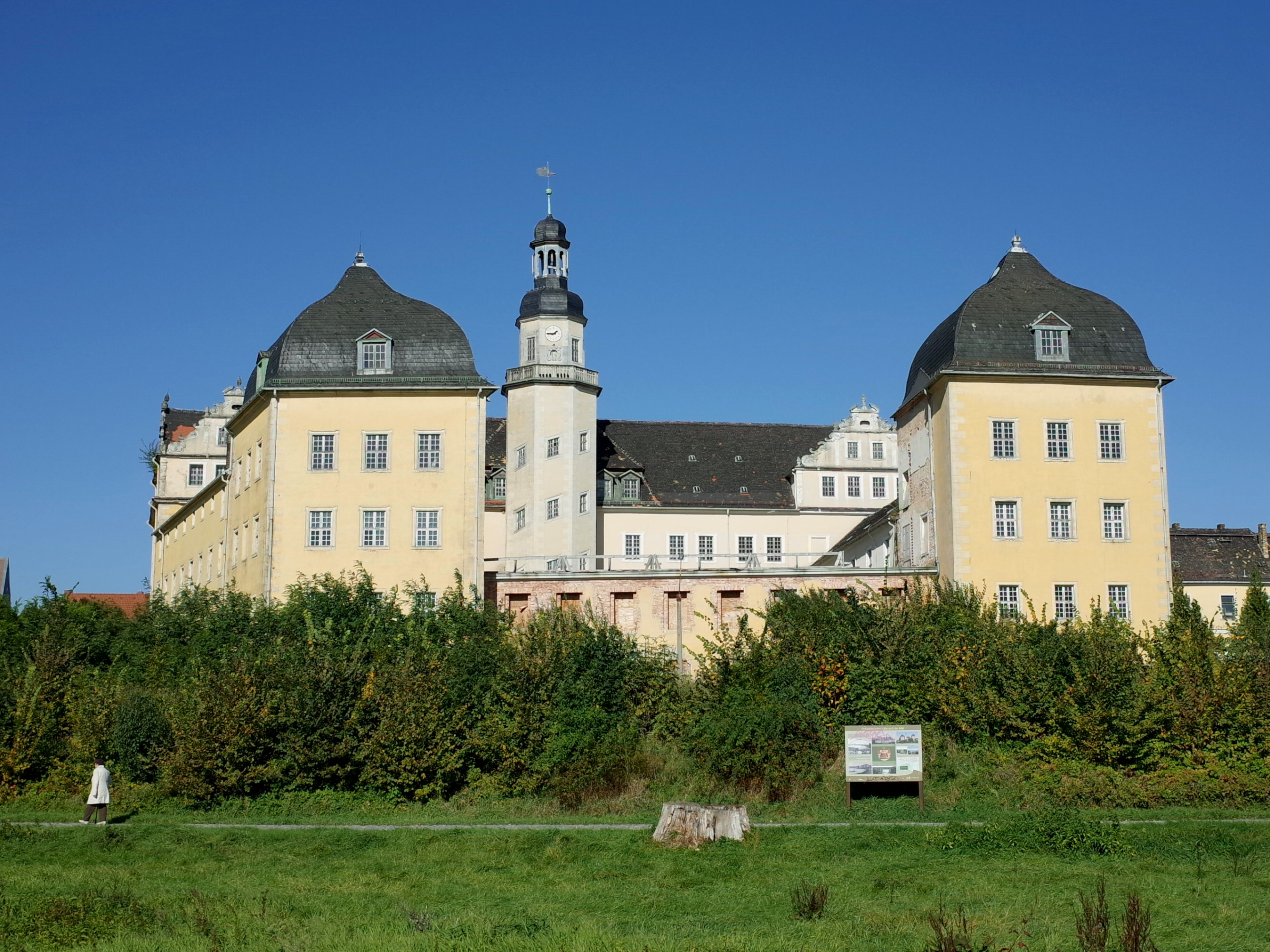
Замок Косвіг
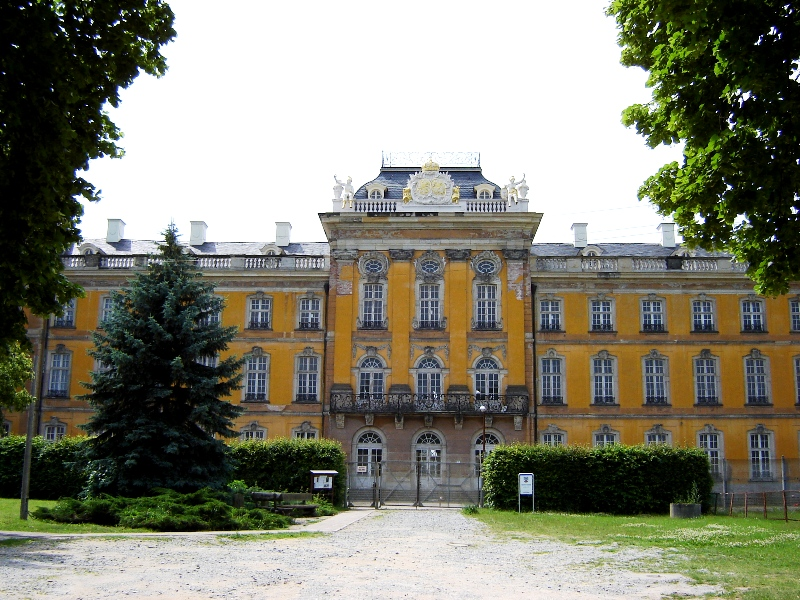
Замок Дорнбург (біля Гоммерна)
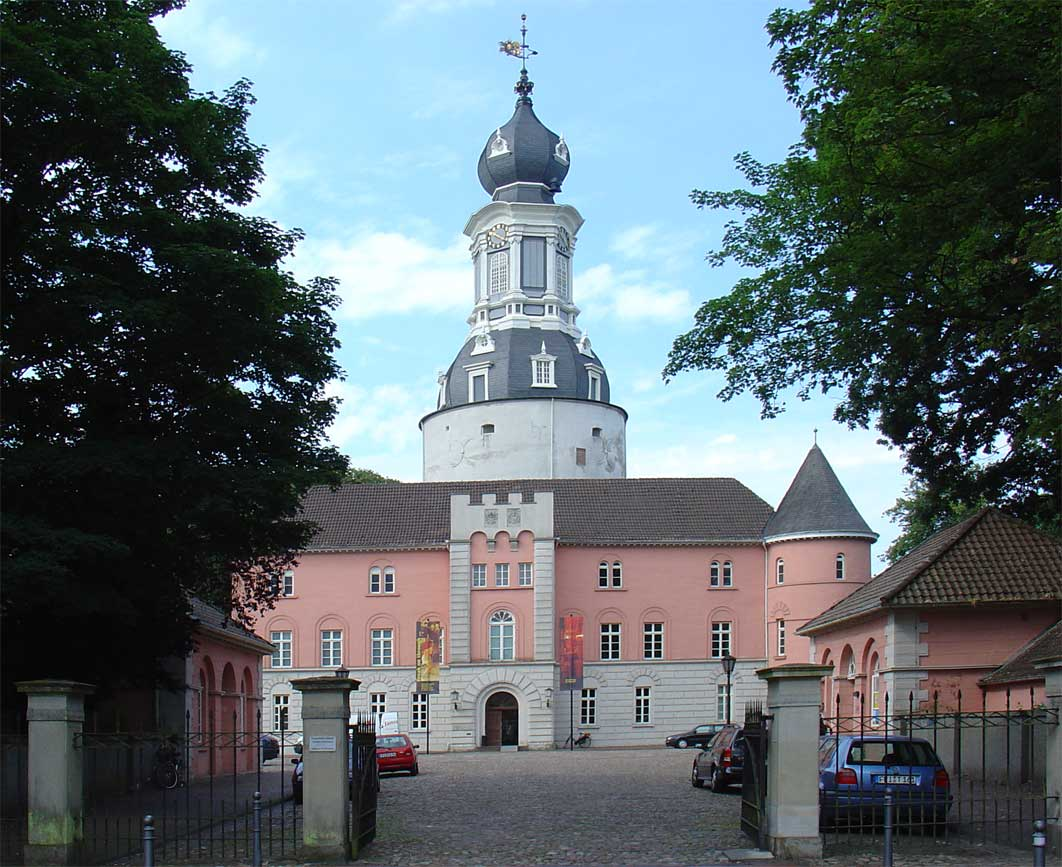
Замок Єфер

## Князі Ангальт-Цербсту

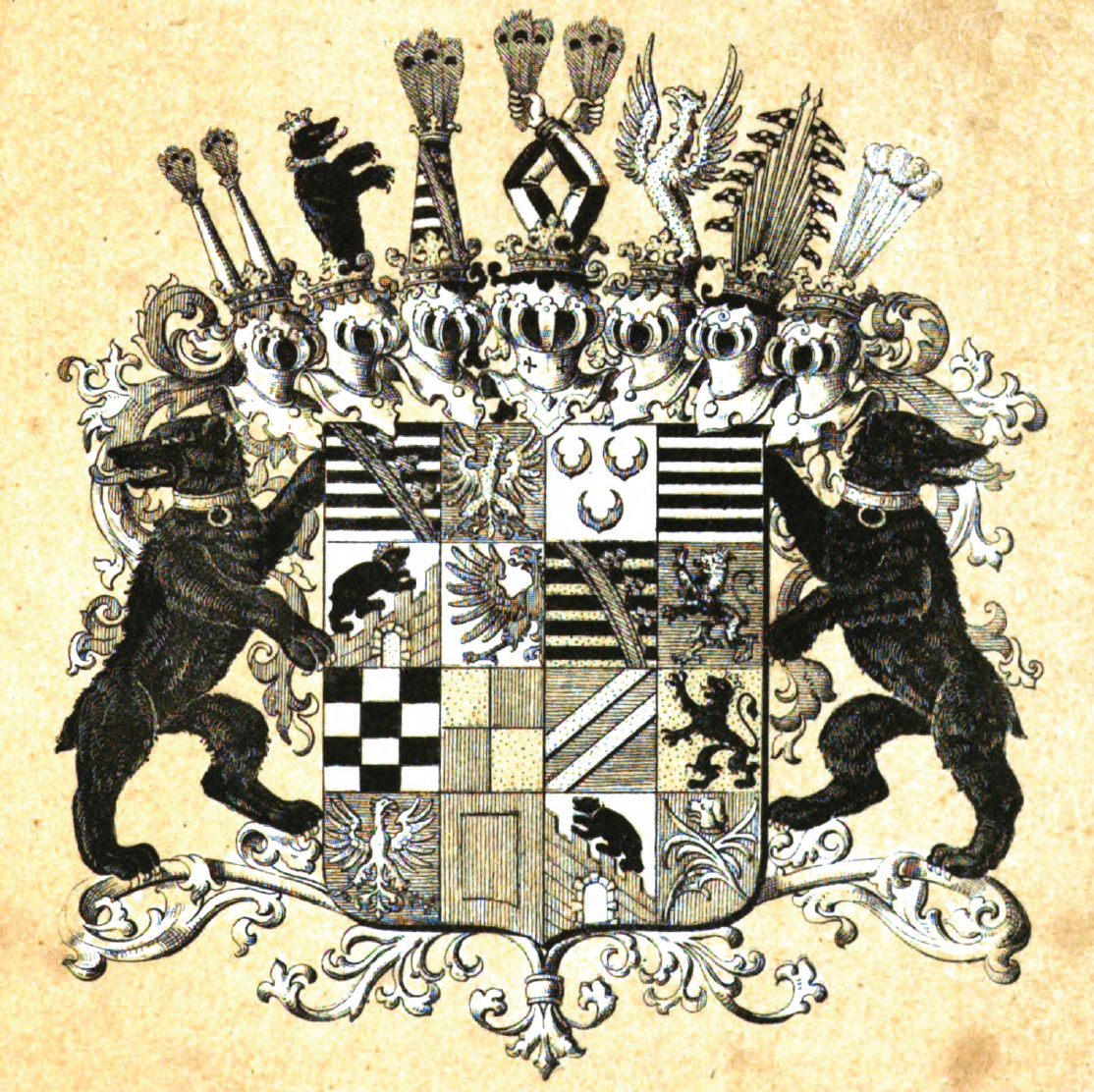
Герб князівства за Гербовником Зібмахера, 1857 р.

### Князі, 1252—1396
- Зігфрід I 1252—1298
- Альберт I 1298—1316
- Альберт II 1316—1362
  - Альберт III 1359 (співправитель)
- Вальдемар I 1316—1368 (співправитель)
- Йоганн II 1362—1382
  - Вальдемар II 1368—1371 (співправитель)
- Вальдемар III 1382—1391 (співправитель)
- Сигізмунд I 1382—1396 (співправитель)
- Альберт IV 1382—1396 (співправитель)

Поділене між Ангальт-Дессау та Ангальт-Кетеном у 1396 році.

### Князі, 1544—1796
- Йоган V 1544—1551
- Карл I 1551—1561
  - Бернгард VII 1551—1570 (співправитель)
  - Йоахім Ернест 1551—1586 (співправитель, пізніше одноосібний правитель; він об'єднав усі землі Анхальта); пізніше його сини знову поділили Ангальт.
- Рудольф 1603—1621
- Йоганн VI 1621—1667
  - Август Ангальт-Плецкауський регент 1621—1642
- Карл Вільям 1667—1718
  - Софі Августа Шлезвіг-Гольштейн-Готторпська, регент 1667—1674
- Йоганн Август 1718—1742
- Йоганн Людвіг II 1742—1746
  - Крістіан Август 1742—1747 (співправитель)
- Фрідріх Август 1747—1793
  - Йоанна Єлизавета Гольштейн-Готторпська, регент 1747—1752
- Софі Огюст Фредеріка (російська імператриця Катерина II) 1793—1796 (тільки в Єфері)

До Ангальт-Дессау 1796.